# Bromheadia finlaysoniana
Bromheadia finlaysoniana är en orkidéart som först beskrevs av John Lindley, och fick sitt nu gällande namn av Friedrich Anton Wilhelm Miquel. Bromheadia finlaysoniana ingår i släktet Bromheadia och familjen orkidéer. Inga underarter finns listade i Catalogue of Life.

## Bildgalleri

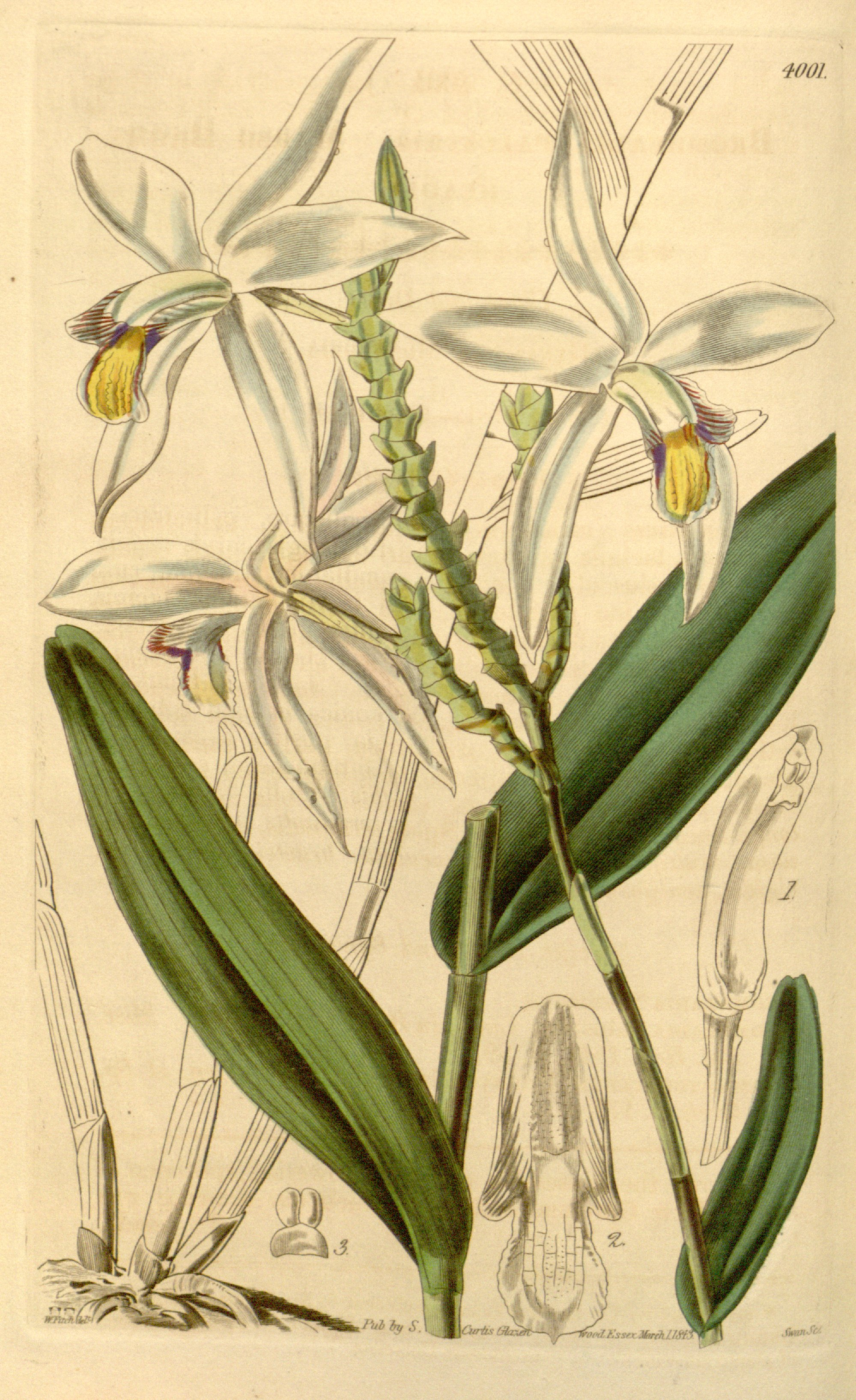